# Darden Graduate School of Business Administration
Die Darden Graduate School of Business Administration, gegründet 1954, ist die Graduate Business School der University of Virginia in Charlottesville im US-Bundesstaat Virginia. Sie wurde nach Colgate Whitehead Darden junior benannt, einem früheren demokratischen Kongressabgeordneten, Gouverneur von Virginia und Präsidenten der University of Virginia.

## Darden MBA
Darden bietet ein zweijähriges MBA-Studium an, das sehr stark auf fallbasierte Lehrmethoden („Fallstudien“) vertraut (siehe Fallstudie); diese sind ähnlich den Lehrmethoden, die in vielen rechtswissenschaftlichen Fakultäten und an der Harvard Business School angewendet werden. Dies ist insofern bemerkenswert, als die Darden School eine der wenigen prominenten Business Schools ist, an denen ausschließlich nach der Fall(studien)methode unterrichtet wird. Dardens Fall(studien)methode ist auf eine sehr intensive Vorbereitung (individuell und in Lerngruppen) und tiefe Diskussionen in den Lehrveranstaltungen angewiesen. 2002 erweiterte Darden die Jahrgangsgröße um 20 Prozent von 250 auf über 300 Studierende. Der Dekan der Darden School ist seit 1. August 2005 Robert Bruner, der zugleich Distinguished Professor of Business Administration ist (Stand 2013).
Die Business School ist bekannt für ihre Stärke im Bereich des General Management und wird regelmäßig von BusinessWeek,  The Economist Which MBA, Forbes, U.S. News & World Report und weiteren Einrichtungen als eine der besten 15 Business Schools der Welt aufgeführt.
Darden bietet seinen Studierenden verschiedene, meist leistungsbezogene Stipendien an, damit die Studierenden die recht hohen Studiengebühren (pro Jahr ca. 49.500 US-Dollar) besser finanzieren können.
Zusätzlich zum zweijährigen Vollzeitstudium bietet die Darden School auch „Executive-Education“-Programme an (diese sowohl als „Open“- als auch als „Custom“- Programm). Executive-Education-Programme haben unter anderem die Themen Nachhaltigkeit, hohe Dienstleistungsbereitschaft, Management, strategischer Wechsel sowie Verhandeln zum Inhalt. Im Juni 2006 startete die Darden School ein „MBA-for-Executives“-Programm, das 22 Monate dauert.
Im Jahr 2017 wurde bekannt, dass Darden im Februar 2019 dedizierte Einrichtungen in Rosslyn einrichten wird, die zuvor als UVA Darden Sands Family Grounds vorgestellt wurden, als neue Heimatbasis für die Executive MBA-Formate und den neuen Studiengang M.S. in Business Analytics, der zusammen mit der McIntire School of Commerce eingeführt wurde.

## Batten Institute
Das Batten Institute ist eine bedeutende Institution an der Darden School of Business. Als Denkfabrik investiert das Batten Institute in angewandte Forschung und Wissenstransfer, fokussiert auf Veränderungen in Organisationen, Märkten und Technologien. Das Institut ist ein Verbindungsglied von Praktikern und Wissenschaftlern, das sich als Ziel gesetzt hat, neues praktisches Wissen über Wirtschaftsinnovationen und Veränderung zu fördern.  Das Institut wurde 1996 gegründet und erhielt 2000 eine Spende in Höhe von 60 Millionen US-Dollar von Frank Batten Sr., Alumnus der University of Virginia und pensionierter Vorstandsvorsitzender und CEO von Landmark Communications und Gründer des Weather Channels.

## Bewertungen („Rankings“)
Bei der Auswahl eines passenden MBA-Programms achten die Studienbewerber in der Regel stark auf die verschiedenen Bewertungen, die es in größerer Zahl und mit sehr unterschiedlichen zugrundeliegenden Untersuchungsmethoden gibt. Die Darden School wird dabei häufig als eine der besten 15 Business School der Welt bewertet. Die Platzierungen zum Stand September 2010 sind:
- U.S. News & World Report bewertete Darden als Nummer 13 im Jahre 2011[8] (2010: 13, 2009: 15, 2008: 14, 2007: 12, 2006: 13, 2005: 14).
- Forbes bewertete Darden als Nummer 9 für 2009[9] (2007: 4).
- Wall Street Journal platzierte Darden als Nummer 10 im Jahre 2007[10]; vierte unter den am meist verbesserten Business Schools und fünfte in General Management.[11]
- BusinessWeek bewertete Darden als Nummer 11 im Jahre 2010[12] (2008: 16,[13] 2006: 15,[14] 2004: 12[15]).
- Financial Times bewertete Darden als Nummer 14 in 2010 im Jahre 2009[16]; Nummer 1 weltweit in der Kategorie „Top for general management“ und Nummer 5 in der Kategorie „Top for corporate social responsibility“[17] (2009: 14., 2. weltweit in „Best in general management“, 4. weltweit in „Best in corporate social responsibility“[18])
- The Economist Which MBA platzierte Darden als Nummer 7 in den USA für 2010[19]; Nummer 11 weltweit[20] (2008: 12).

Zu den Executive-Education-Programmen gibt es weniger Bewertungen, hier ist vor allem das „Ranking“ der Financial Times von Bedeutung. Die Ergebnisse des aktuellen Platzierungen von 2010:
- Nummer 1 der Welt im „Open Program Executive Education 2010“[21] (2009: 2,[22] 2008: 2[23]).
- Nummer 1 in der Kategorie „Open Program Lehrkörper“[21] (zum fünften Mal hintereinander[24]).
- Nummer 1 in der Kategorie „Open Program Kursdesign“[21] (zum siebten Mal hintereinander[24]).

## Prominente Alumni
Die Liste der prominenten Alumni der Darden School beinhaltet (in Reihenfolge des Graduierungsjahres):
- John H. Bryan (MBA '60), CEO und Vorstandsvorsitzender von Sara Lee von 1976 bis 2001
- George David (MBA '67), CEO und Vorstandsvorsitzender von United Technologies Corporation
- John D. Shafer Jr. (MBA '68), CEO von Dunkin’ Donuts
- Rea S. Hederman (MBA '68), seit 1984 Vorstandsvorsitzender von New York Review of Books
- Ronald E. Trzcinski (MBA '71), Präsident und Gründer von The Original Mattress Factory
- Henri Termeer (MBA '73), Präsident, Vorstandsvorsitzender und CEO von Genzyme Corporation
- L.F. Payne (MBA '73), früherer Kongressabgeordneter von Virginia
- Roger L. Werner Jr. (MBA '77), Gründer von Speedvision und Outdoor Life Network
- Charles A. de Mestral (MBA '78), momentaner CEO von Winstar Resources Inc.
- Steven Reinemund (MBA '78), früherer CEO und Vorstandsvorsitzender von PepsiCo. Wurde 2006 als Nummer 15 in Barrons "World’s Most Respected US CEOs" gewählt.
- Mark B. Templeton (MBA '78), Präsident und CEO von Citrix Systems Inc.
- Bill Hawkins (MBA '82), Präsident und CEO von Medtronic Inc.
- Frank Batten Jr (MBA '84), CEO von Landmark Communications (Besitzer des Weather Channels und mehrerer Zeitungen).
- Mark Sanford (MBA '88), Gouverneur von South Carolina
- Martina Hund-Mejean (MBA '88), Finanzchefin von Mastercard, vorher Treasurer of Tyco International Ltd.
- Naren K. Gursahaney (MBA '89), Präsident von Tyco Engineered Products and Services
- Steven Silbiger (MBA '90), Autor von The Ten-Day MBA, dritte Auflage, Harper Business, 2005
- James Geisler (MBA ’93), Vizepräsident für Finanzen, United Technologies Corporation
- Trip Davis (MBA ’94), Präsident und CEO von TRX, Inc.
- Doug Lebda, Gründer von Lending Tree, das als Businessplan in seinem ersten Jahr konzipiert wurde. Doug verließ die Darden School (Class of 98), um dieses Geschäft zu verfolgen.
- Dustin Masaru Shindo (MBA ’99), Vorstandsvorsitzender, CEO und Gründer von Hoku Scientific.